# Zoltán Szilády
Dans le nom hongrois Szilády Zoltán, le nom de famille précède le prénom, mais cet article utilise l’ordre habituel en français Zoltán Szilády, où le prénom précède le nom.
Zoltán Szilády est un entomologiste hongrois né le 21 mai 1878 à Budapest et décédé le 15 avril 1947 à  Grosspösna.